# Peter Mayhew
Peter Mayhew (Barnes (wijk), Londen, 19 mei 1944 - Boyd, Texas, 30 april 2019) was een Brits acteur, die vooral
opviel vanwege zijn ongewone lengte van 2,21 meter. Hij is bij het grote publiek vooral bekend van zijn rol als Chewbacca in de originele Star Warstrilogie.

## Biografie
Voordat hij met acteren begon, werkte Mayhew als portier in het King's College Hospital in Londen.
In 1977 kreeg Mayhew zijn eerste baan als acteur in de film Sinbad and the Eye of the Tiger. De producenten van de film ontdekten Mayhew op een foto van mensen met grote voeten, en benaderden hem voor de rol van de minotaurus.
Toen George Lucas met de Star Warsfilms begon, had hij een lange acteur nodig die in het kostuum van Chewbacca paste. Zijn
eerste keuze was bodybuilder David Prowse, maar die kreeg uiteindelijk de rol van Darth Vader. Hierna benaderde Lucas
Mayhew. Volgens Mayhew was het enige wat hij hoefde te doen om de rol te krijgen, laten zien hoe lang hij was. Mayhew vertolkte de rol van Chewbacca in alle drie de films uit de originele trilogie Star Wars: Episode IV: A New Hope, Star Wars: Episode V: The Empire Strikes Back, en Star Wars: Episode VI: Return of the Jedi, alsmede in de prequel Star Wars: Episode III: Revenge of the Sith, de sequel Star Wars: Episode VII: The Force Awakens en de animatieserie Star Wars: The Clone Wars.
Daarnaast vertolkte hij de rol in enkele commercials en andere media buiten de films om. Voor zijn rol bestudeerde Mayhew enkele grote dieren in de dierentuin, om inspiratie op te doen voor hoe zo'n groot wezen als Chewbacca zou moeten bewegen. Toen Mayhew tijdens de opnames van The Empire Strikes Back enkele weken niet kon acteren wegens ziekte, nam een stand-in de rol over. Hij slaagde er echter niet in Mayhews bewegingen van Chewbacca correct na te doen, waardoor de betreffende scènes na Mayhews herstel opnieuw werden opgenomen met Mayhew zelf in de rol.
Mayhew speelde na Star Wars nog enkele kleine rollen, waaronder in de spelshow Identity en de horrorfilm Terror.
Mayhew was eigenaar van een eigen bedrijf. Op 17 oktober 2005 werd hij genaturaliseerd tot Amerikaan.